# La Presa, Nayarit
La Presa är en ort i Mexiko.   Den ligger i kommunen Tecuala och delstaten Nayarit, i den centrala delen av landet, 700 km väster om huvudstaden Mexico City. La Presa ligger 12 meter över havet och antalet invånare är 4 003.
Terrängen runt La Presa är huvudsakligen platt, men österut är den kuperad. Terrängen runt La Presa sluttar västerut. Runt La Presa är det ganska glesbefolkat, med 36 invånare per kvadratkilometer. Närmaste större samhälle är Tecuala, 9,0 km nordväst om La Presa. Trakten runt La Presa består till största delen av jordbruksmark.